# 피터 기치
피터 토머스 기치(Peter Geach, 1916년 3월 29일–2013년 12월 21일)는 리즈 대학교의 철학자이자 논리학 교수였다. 그의 관심 분야는 철학적 논리학, 윤리학, 철학사, 종교철학이었다.

## 어린 시절
피터 기치는 1916년 3월 29일 런던의 첼시에서 태어났다. 그는 조지 헨더 기치와 그의 아내 엘레오노라 프레데리카 아돌피나에 스고니나의 외아들이었다. 인도 교육 서비스에 고용된 그의 아버지는 라호르에서 철학과 교수로 일했고 나중에 페샤와르에서 교원 양성 대학의 교장으로 일하게 되었다.

## 학계 경력
기치는 글래드스턴 연구 학생으로 1년(1938–39년)을 보냈다. 1945년 2차 세계대전이 끝난 후, 그는 케임브리지에서 더 많은 연구를 시작했다.
1951년에 기치는 버밍엄 대학의 조교수로 그의 첫 번째 실질적인 학업 직책에 임명되었다. 1966년 그는 리즈 대학 철학과의 논리학 교수로 임명되었다. Geach는 1981년 명예 로직 교수라는 칭호로 은퇴했다.

## 사상
그의 초기 작업에는 고전적인 텍스트 인 Mental Acts 와 Reference and Generality가 포함되어 있다. 그의 가톨릭 관점은 그의 철학에 중심적이었다. 기치는 케임브리지 대학교에 있는 동안 루트비히 비트겐슈타인의 학생이자 초기 추종자였다.